# Francesc Josep de Lorena
Francesc Josep de Lorena (París, 28 d'agost de 1670 – París 16 de març de 1675) fou duc de Guisa, duc d'Alençon i duc d'Angulema, fou l'únic fill de Lluís Josep de Lorena, duc de Guisa i d'Elisabet Margarida d'Orleans, suo jure duquessa d'Alençon.

## Biografia
Nascut a la casa de Guisa a Paris de la germana de Gastó Joan Baptista de França duc d'Orleans i cap de la casa de prínceps de Guisa, Francesc Josep seria el seu únic fill. Era cosi del darrer gran duc Mèdici de Toscana Gian Gastone (Joan Gastó de Mèdici), cosí segon de Lluís XIV i nebot de la famosa "Gran Senyoreta". Era també descendent tant de Caterina de Mèdici com del seu marit Enric II.
A la mort del seu pare el 1670 va esdevenir duc de Guisa i Joyeuse i príncep de Joinville, tot i que la seva mare va permetre anomenar-lo duc d'Alençon. A la mort de la seva àvia materna Margarida de Lorena el 1672 Francesc Josep i la seva mare es van traslladar al palau de Luxemburg a París.
El darrer mascle de la casa de Guisa fou no obstant malaltís; no caminava quan ja tenia quatre anys; li va caure a la seva mainadera i va morir del cop al cap el 1675. al palau de Luxemburg. El ducat d'Alençon fou conservat per la seva mare; els ducats de Guisa i Joyeuse amb Joinville van passar a la seva bestia Maria de Lorena.